# Campeonato de Primera B 1993-94 (Argentina)
El Campeonato de Primera División B 1993-94 fue la sexagésima primera temporada de la Primera B y la octava como tercera categoría del fútbol argentino. Fue disputado entre el 17 de julio de 1993 y el 3 de julio de 1994.
Se incorporaron para el torneo Colegiales y Argentino de Quilmes, campeón y ganador del torneo reducido de la Primera C, respectivamente, así como Villa Dálmine y Defensa y Justicia, descendidos del Nacional B.
El campeón fue Chacarita Juniors tras vencer en la final a Tigre, que de esta manera logró el ascenso al Nacional B. También consiguió ascender Los Andes al ganar el Torneo Reducido.
Asimismo, el torneo determinó el descenso de Villa Dálmine y Deportivo Merlo, últimos en la tabla de promedios.

## Ascensos y descensos
| Posición | Descendidos de la Primera B 1992-93 |
| -------- | ----------------------------------- |
| 17.º     | Comunicaciones                      |
| 18.º     | Luján                               |

| Posición  | Ascendidos de la Primera C 1992-93 |
| --------- | ---------------------------------- |
| Campeón   | Colegiales                         |
| Gan. Red. | Argentino de Quilmes               |

| Posición      | Ascendidos al Nacional B 1993-94 |
| ------------- | -------------------------------- |
| 1.º           | All Boys                         |
| Zonal Sureste | Sarmiento de Junín               |

| Posición | Descendidos del Nacional B 1992-93 |
| -------- | ---------------------------------- |
| 21.º     | Villa Dálmine                      |
| 22.º     | Defensa y Justicia                 |

## Equipos participantes
| Equipo                 | Ciudad              | Estadio                       | Capacidad |
| ---------------------- | ------------------- | ----------------------------- | --------- |
| Almagro                | José Ingenieros     | Tres de Febrero               | 18.000    |
| Argentino              | Rosario             | José Martín Olaeta            | 6800      |
| Argentino de Quilmes   | Quilmes             | Argentino de Quilmes          | 7000      |
| Atlanta                | Buenos Aires        | Don León Kolbowsky            | 34.000    |
| Chacarita Juniors      | Villa Maipú         | Chacarita Juniors             | 24.300    |
| Colegiales             | Munro               | Libertarios Unidos            | 6000      |
| Defensa y Justicia     | Florencio Varela    | Norberto Tomaghello           | 18.000    |
| Defensores de Belgrano | Buenos Aires        | Juan Pasquale                 | 9000      |
| Def. de Cambaceres     | Ensenada            | 12 de Octubre                 | 3000      |
| Deportivo Armenio      | Ingeniero Maschwitz | Armenia                       | 8000      |
| Deportivo Merlo        | Merlo               | José Manuel Moreno            | 8500      |
| Dock Sud               | Dock Sud            | De los Inmigrantes            | 9500      |
| El Porvenir            | Gerli               | Enrique de Roberts            | 14.000    |
| Estudiantes            | Caseros             | Ciudad de Caseros             | 16.500    |
| Los Andes              | Lomas de Zamora     | Eduardo Gallardón             | 33.542    |
| San Miguel             | San Miguel          | Malvinas Argentinas           | 6800      |
| Tigre                  | Victoria            | José Dellagiovanna            | 26.282    |
| Villa Dálmine          | Campana             | El Coliseo de Mitre y Puccini | 12.000    |

### Distribución geográfica de los equipos
| Región                                   | Cant. | Equipos |
| ---------------------------------------- | ----- | --- |
| Conurbano bonaerense                     | 13    | Almagro, Argentino de Quilmes, Chacarita Juniors, Colegiales, Defensa y Justicia, Deportivo Armenio, Deportivo Merlo, Dock Sud, El Porvenir, Estudiantes, Los Andes, San Miguel y Tigre |
| Ciudad de Buenos Aires                   | 2     | Atlanta y Defensores de Belgrano |
| Interior de la provincia de Buenos Aires | 1     | Villa Dálmine |
| Gran La Plata                            | 1     | Defensores de Cambaceres |
| Ciudad de Rosario                        | 1     | Argentino |

## Formato

### Competición
Se disputaron dos torneos: Apertura y Clausura. En cada uno de ellos, los 18 equipos se enfrentaron todos contra todos. Ambos se jugaron a una sola rueda. Los partidos disputados en el Torneo Clausura representaron los desquites de los del Torneo Apertura, invirtiendo la localía.
Si el ganador de ambas fases era el mismo equipo, sería el campeón. En cambio, si los ganadores del Apertura y el Clausura eran dos equipos distintos disputarían una final a dos partidos para determinarlo. En el primer caso, el equipo mejor ubicado en la tabla general (excluyendo al campeón) o el perdedor de la final, en el segundo caso, clasificaría a las semifinales del Torneo reducido.
Por otra parte, los seis equipos que, al finalizar la disputa, ocuparon los primeros puestos de la tabla general de la temporada (excluyendo al campeón y al clasificado a las semifinales) clasificaron a los cuartos de final del Torneo reducido.

### Ascensos
El equipo que ganó la final entre los ganadores del Apertura y el Clausura se coronó campeón y obtuvo el primer ascenso al Nacional B, mientras que el ganador del Torneo reducido logró el segundo ascenso.

### Descensos
El promedio se calculaba sumando los puntos obtenidos en la fase regular de los torneos de 1991/92, 1992/93 y 1993/94 dividiendo por estas 3 temporadas. Los equipos que ocuparon los dos últimos lugares de la tabla de promedios descendieron a la Primera C.

## Torneo Apertura
| Pos | Equipo               | Pts | PJ | PG | PE | PP | GF | GC | Dif |
| --- | -------------------- | --- | -- | -- | -- | -- | -- | -- | --- |
| 1º  | Chacarita Juniors    | 27  | 17 | 11 | 5  | 1  | 32 | 10 | 22  |
| 2º  | Atlanta              | 24  | 17 | 10 | 4  | 3  | 18 | 14 | 4   |
| 3º  | Def. de Belgrano     | 20  | 17 | 8  | 4  | 5  | 21 | 16 | 5   |
| 4º  | Los Andes            | 19  | 17 | 8  | 3  | 6  | 30 | 26 | 4   |
| 5º  | Defensa y Justicia   | 19  | 17 | 6  | 7  | 4  | 15 | 12 | 3   |
| 6º  | Deportivo Armenio    | 19  | 17 | 6  | 7  | 4  | 13 | 10 | 3   |
| 7º  | Argentino de Quilmes | 18  | 17 | 7  | 4  | 6  | 20 | 17 | 3   |
| 8º  | San Miguel           | 17  | 17 | 6  | 5  | 6  | 22 | 18 | 4   |
| 9º  | Tigre                | 16  | 17 | 6  | 4  | 7  | 18 | 17 | 1   |
| 10º | El Porvenir          | 16  | 17 | 5  | 6  | 6  | 23 | 23 | 0   |
| 11º | Dock Sud             | 16  | 17 | 4  | 8  | 5  | 12 | 14 | -2  |
| 12º | Villa Dálmine        | 15  | 17 | 5  | 5  | 7  | 15 | 19 | -4  |
| 13º | Argentino de Rosario | 15  | 17 | 5  | 5  | 7  | 14 | 23 | -9  |
| 14º | Almagro              | 14  | 17 | 5  | 4  | 8  | 13 | 19 | -6  |
| 15º | Colegiales           | 14  | 17 | 3  | 8  | 6  | 11 | 20 | -9  |
| 16º | Def. de Cambaceres   | 13  | 17 | 3  | 7  | 7  | 12 | 18 | -6  |
| 17º | Deportivo Merlo      | 12  | 17 | 2  | 8  | 7  | 10 | 16 | -6  |
| 18º | Estudiantes (BA)     | 12  | 17 | 1  | 10 | 6  | 11 | 18 | -7  |

|  | Se consagró campeón del Torneo Apertura. |

## Torneo Clausura
| Pos | Equipo               | Pts | PJ | PG | PE | PP | GF | GC | Dif |
| --- | -------------------- | --- | -- | -- | -- | -- | -- | -- | --- |
| 1º  | Tigre                | 26  | 17 | 10 | 6  | 1  | 37 | 11 | 26  |
| 2º  | Chacarita Juniors    | 26  | 17 | 9  | 8  | 0  | 24 | 9  | 15  |
| 3º  | Atlanta              | 23  | 17 | 7  | 9  | 1  | 21 | 8  | 13  |
| 4º  | Defensa y Justicia   | 21  | 17 | 8  | 5  | 4  | 36 | 21 | 15  |
| 5º  | El Porvenir          | 20  | 17 | 8  | 4  | 5  | 32 | 22 | 10  |
| 6º  | Deportivo Armenio    | 20  | 17 | 8  | 4  | 5  | 24 | 20 | 4   |
| 7º  | Estudiantes (BA)     | 17  | 17 | 4  | 9  | 4  | 15 | 17 | -2  |
| 8º  | Los Andes            | 16  | 17 | 4  | 8  | 5  | 19 | 18 | 1   |
| 9º  | Argentino de Quilmes | 16  | 17 | 4  | 8  | 5  | 21 | 22 | -1  |
| 10º | Def. de Cambaceres   | 16  | 17 | 5  | 6  | 6  | 15 | 23 | -8  |
| 11º | Def. de Belgrano     | 15  | 17 | 5  | 5  | 7  | 18 | 22 | -4  |
| 12º | Colegiales           | 15  | 17 | 4  | 7  | 6  | 19 | 31 | -12 |
| 13º | Argentino de Rosario | 14  | 17 | 3  | 8  | 6  | 17 | 24 | -7  |
| 14º | San Miguel           | 13  | 17 | 4  | 5  | 8  | 15 | 22 | -7  |
| 15º | Almagro              | 13  | 17 | 4  | 5  | 8  | 20 | 28 | -8  |
| 16º | Villa Dálmine        | 13  | 17 | 3  | 7  | 7  | 14 | 25 | -11 |
| 17º | Deportivo Merlo      | 12  | 17 | 3  | 6  | 8  | 20 | 28 | -8  |
| 18º | Dock Sud             | 10  | 17 | 2  | 6  | 9  | 15 | 32 | -17 |

|  | Se consagró campeón del Torneo Clausura. |

## Final por el campeonato
Se disputó a doble partido, haciendo como local en primer lugar el campeón del Torneo Clausura y en la vuelta el campeón del Torneo Apertura.
| Tigre                                                                       | 0 - 1 | Chacarita Juniors | Antonio Vespucio Liberti | 28 de mayo |
| Chacarita Juniors                                                           | 1 - 0 | Tigre             | Antonio Vespucio Liberti | 4 de junio |
| Global: 2 - 0. Chacarita Juniors se coronó campeón y ascendió al Nacional B |       |                   |                          |            |

Club Atlético Chacarita Juniors Campeón Primera B 1993-94 Ascendido a la B Nacional 1994-95

## Tabla de posiciones final de la temporada
| Pos | Equipo               | Pts | PJ | G  | E  | P  | GF | GC | DIF |
| --- | -------------------- | --- | -- | -- | -- | -- | -- | -- | --- |
| 1º  | Chacarita Juniors    | 53  | 34 | 20 | 13 | 1  | 56 | 19 | 37  |
| 2º  | Atlanta              | 47  | 34 | 17 | 13 | 4  | 39 | 22 | 17  |
| 3º  | Tigre                | 42  | 34 | 16 | 10 | 8  | 55 | 28 | 27  |
| 4º  | Defensa y Justicia   | 40  | 34 | 14 | 12 | 8  | 51 | 33 | 18  |
| 5º  | Deportivo Armenio    | 39  | 34 | 14 | 11 | 9  | 37 | 30 | 7   |
| 6º  | El Porvenir          | 36  | 34 | 13 | 10 | 11 | 55 | 45 | 10  |
| 7º  | Los Andes            | 35  | 34 | 12 | 11 | 11 | 49 | 44 | 5   |
| 8º  | Def. de Belgrano     | 35  | 34 | 13 | 9  | 12 | 39 | 38 | 1   |
| 9º  | Argentino de Quilmes | 34  | 34 | 11 | 12 | 11 | 41 | 38 | 3   |
| 10º | San Miguel           | 30  | 34 | 10 | 10 | 14 | 37 | 40 | -3  |
| 11º | Estudiantes (BA)     | 29  | 34 | 5  | 19 | 10 | 26 | 35 | -9  |
| 12º | Def. de Cambaceres   | 29  | 34 | 8  | 13 | 13 | 27 | 41 | -14 |
| 13º | Argentino de Rosario | 29  | 34 | 8  | 13 | 13 | 31 | 47 | -16 |
| 14º | Colegiales           | 29  | 34 | 7  | 15 | 12 | 30 | 51 | -21 |
| 15º | Villa Dálmine        | 28  | 34 | 8  | 12 | 14 | 29 | 44 | -15 |
| 16º | Almagro              | 27  | 34 | 9  | 9  | 16 | 33 | 47 | -14 |
| 17º | Dock Sud             | 26  | 34 | 6  | 14 | 14 | 27 | 46 | -19 |
| 18º | Deportivo Merlo      | 24  | 34 | 5  | 14 | 15 | 30 | 44 | -14 |

|  | Campeón y primer ascenso al ganar la final.                                          |
|  | Clasificado a las semifinales del reducido como perdedor de la final por el ascenso. |
|  | Clasificados a cuartos de final del reducido por el ascenso.                         |

## Torneo reducido

### Cuadro de desarrollo
|  | Cuartos de final       | Cuartos de final | Cuartos de final  | Cuartos de final |       |         | Semifinales      | Semifinales      | Semifinales      | Semifinales      |  |                   | Final                    | Final                    | Final                    | Final                    |  |
|  | 21 al 29 de mayo       | 21 al 29 de mayo | 21 al 29 de mayo  | 21 al 29 de mayo |       |         | 5 al 18 de junio | 5 al 18 de junio | 5 al 18 de junio | 5 al 18 de junio |  |                   | 26 de junio y 3 de julio | 26 de junio y 3 de julio | 26 de junio y 3 de julio | 26 de junio y 3 de julio |  |
|  |                        |                  |                   |                  |       |         |                  |                  |                  |                  |  |                   |                          |                          |                          |                          |  |
|  |                        |                  |                   |                  |       |         |                  |                  |                  |                  |  |                   |                          |                          |                          |                          |  |
|  | Atlanta (t.s.)         | 3                | 1                 | 4                |       |         |                  |                  |                  |                  |  |                   |                          |                          |                          |                          |  |
|  | Atlanta (t.s.)         | 3                | 1                 | 4                |       |         |                  |                  |                  |                  |  |                   |                          |                          |                          |                          |  |
|  | Defensores de Belgrano | 3                | 0                 | 3                |       |         |                  |                  |                  |                  |  |                   |                          |                          |                          |                          |  |
|  | Defensores de Belgrano | 3                | 0                 | 3                |       | Atlanta | 1                | 0                | 1                |                  |  |                   |                          |                          |                          |                          |  |
|  |                        |                  |                   |                  |       | Atlanta | 1                | 0                | 1                |                  |  |                   |                          |                          |                          |                          |  |
|  |                        |                  | Deportivo Armenio | 0                | 2     | 2       |                  |                  |                  |                  |  |                   |                          |                          |                          |                          |  |
|  | Deportivo Armenio      | 0                | Deportivo Armenio | 0                | 2     | 2       | 1                | 1 (4)            |                  |                  |  |                   |                          |                          |                          |                          |  |
|  | Deportivo Armenio      | 0                |                   |                  |       |         |                  |                  |                  |                  |  |                   |                          |                          |                          |                          |  |
|  | El Porvenir            | 0                | 1                 | 1 (2)            |       |         |                  |                  |                  |                  |  |                   |                          |                          |                          |                          |  |
|  | El Porvenir            | 0                | 1                 | 1 (2)            |       |         |                  |                  |                  |                  |  | Deportivo Armenio | 0                        | 1                        | 1                        |                          |  |
|  |                        |                  |                   |                  |       |         |                  |                  |                  |                  |  | Deportivo Armenio | 0                        | 1                        | 1                        |                          |  |
|  |                        |                  | Los Andes         | 1                | 1     | 2       |                  |                  |                  |                  |  |                   |                          |                          |                          |                          |  |
|  | Tigre                  |                  | Los Andes         | 1                | 1     | 2       |                  |                  |                  |                  |  |                   |                          |                          |                          |                          |  |
|  |                        |                  |                   |                  |       |         |                  |                  |                  |                  |  |                   |                          |                          |                          |                          |  |
|  |                        |                  |                   |                  |       |         |                  |                  |                  |                  |  |                   |                          |                          |                          |                          |  |
|  |                        | Tigre            | 0                 | 2                | 2 (3) |         |                  |                  |                  |                  |  |                   |                          |                          |                          |                          |  |
|  |                        |                  |                   |                  | 2 (3) |         |                  |                  |                  |                  |  |                   |                          |                          |                          |                          |  |
|  |                        |                  | Los Andes         | 0                | 2     | 2 (4)   |                  |                  |                  |                  |  |                   |                          |                          |                          |                          |  |
|  | Defensa y Justicia     | 0                | Los Andes         | 0                | 2     | 2 (4)   | 0                | 0                |                  |                  |  |                   |                          |                          |                          |                          |  |
|  | Defensa y Justicia     | 0                |                   |                  |       |         |                  |                  |                  |                  |  |                   |                          |                          |                          |                          |  |
|  | Los Andes              | 2                | 1                 | 3                |       |         |                  |                  |                  |                  |  |                   |                          |                          |                          |                          |  |
|  | Los Andes              | 2                | 1                 | 3                |       |         |                  |                  |                  |                  |  |                   |                          |                          |                          |                          |  |
|  |                        |                  |                   |                  |       |         |                  |                  |                  |                  |  |                   |                          |                          |                          |                          |  |

- Nota: En cada llave, el equipo que ocupa la primera línea es el que definió la serie como local.

Los Andes ascendió al Nacional B.

## Tabla de descenso
Para su confección se tomaron en cuenta las campañas de las últimas tres temporadas.  Los equipos que tuvieron los dos peores promedios descendieron a la Primera C.
| Pos  | Equipo               | 1991/92 | 1992/93 | 1993/94 | Total | PJ  | Promedio |
| ---- | -------------------- | ------- | ------- | ------- | ----- | --- | -------- |
| 1.º  | Chacarita Juniors    | 30      | 47      | 53      | 130   | 100 | 1,300    |
| 2.º  | Defensa y Justicia   | -       | -       | 40      | 40    | 34  | 1,176    |
| 3.º  | Tigre                | 37      | 33      | 42      | 112   | 100 | 1,120    |
| 4.º  | Atlanta              | 22      | 39      | 47      | 108   | 100 | 1,080    |
| 5.º  | Los Andes            | 42      | 28      | 35      | 105   | 100 | 1,050    |
| 6.º  | Almagro              | 39      | 35      | 27      | 101   | 100 | 1,010    |
| 7.º  | Argentino de Quilmes | -       | -       | 34      | 34    | 34  | 1,000    |
| 8.º  | El Porvenir          | 30      | 34      | 36      | 100   | 100 | 1,000    |
| 9.º  | Def. de Cambaceres   | 31      | 39      | 29      | 99    | 100 | 0,990    |
| 10.º | Dock Sud             | -       | 40      | 26      | 66    | 68  | 0,971    |
| 11.º | San Miguel           | 27      | 40      | 30      | 97    | 100 | 0,970    |
| 12.º | Deportivo Armenio    | 31      | 26      | 39      | 96    | 100 | 0,960    |
| 13.º | Def. de Belgrano     | -       | 29      | 35      | 64    | 68  | 0,941    |
| 14.º | Argentino de Rosario | 30      | 32      | 29      | 91    | 100 | 0,910    |
| 15.º | Colegiales           | -       | -       | 29      | 29    | 34  | 0,853    |
| 16.º | Estudiantes (BA)     | 26      | 29      | 29      | 84    | 100 | 0,840    |
| 17.º | Villa Dálmine        | -       | -       | 28      | 28    | 34  | 0,824    |
| 18.º | Deportivo Merlo      | 19      | 33      | 24      | 76    | 100 | 0,760    |

|  |                              |
|  | Descendieron a la Primera C. |